# Barringer (cràter)
Barringer és un cràter d'impacte que es troba a l'hemisferi sud de la cara oculta de la Lluna. S'insereix en la vora nord-nord-est del cràter Apollo, i es troba al sud-est del cràter Plummer. Al sud de Barringer, al sòl de la conca d'Apollo, es troba el cràter Scobee.

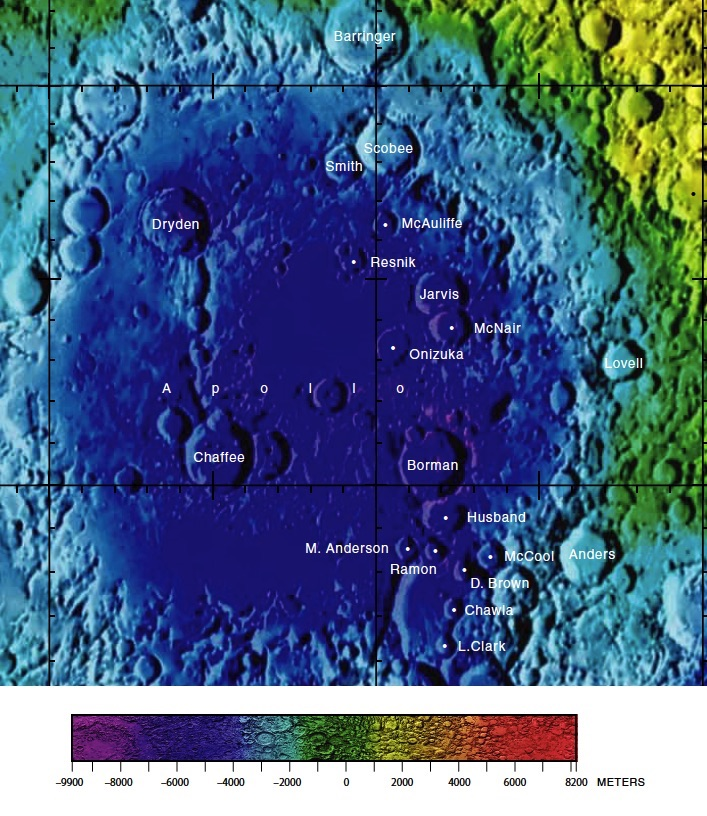
Localització de Barringer (centre superior de la imatge)
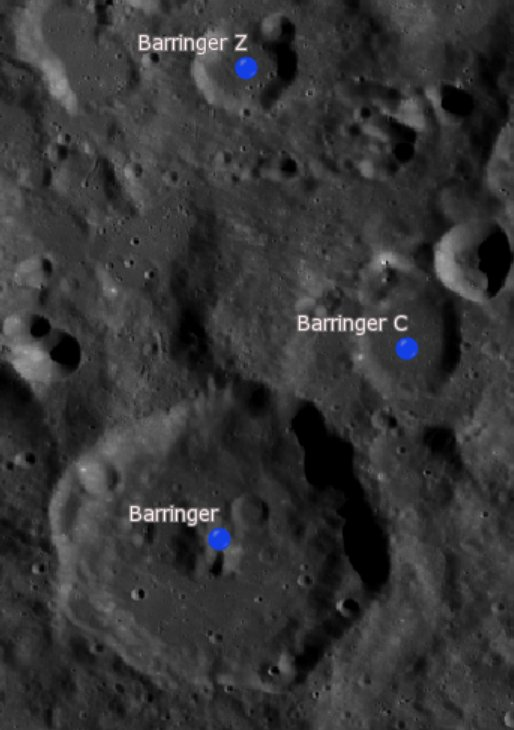
Cràters satèl·lit
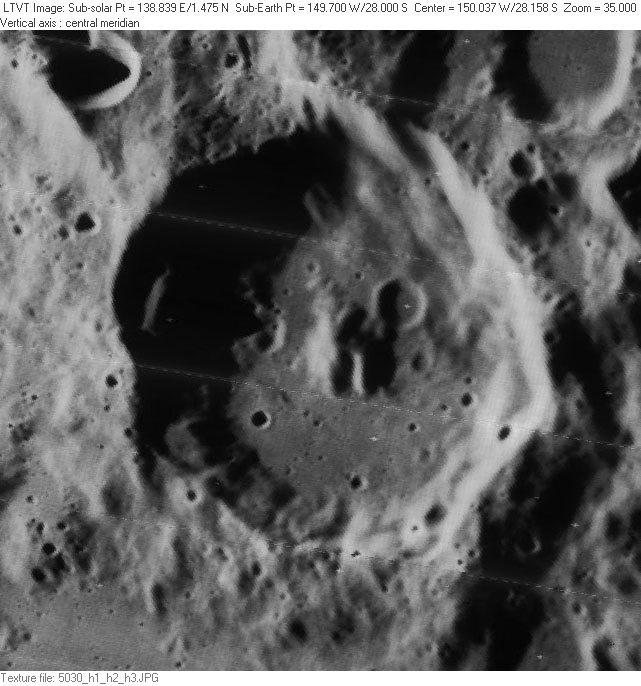
Imatge de la missió Lunar Orbiter 5

El cràter és de forma més o menys circular, amb una lleugera protuberància cap a l'exterior al llarg de la vora occidental. Una rampa exterior està formada pel material expulsat, desbordant lleugerament sobre el sòl de la conca d'Apollo. La resta del contorn es troba en un terreny irregular i rugós. En el punt mig es localitza una formació amb el pic central i un parell de petits cràters a banda i banda (est i oest). El sòl restant és relativament pla al nord i una mica més irregular cap al sud.

## Cràters satèl·lit
Per convenció aquests elements són identificats en els mapes lunars posant la lletra en el costat del punt central del cràter que està més proper a Barringer.
| Barringer | Coordenades                            | Diàmetre          |
| --------- | -------------------------------------- | ----------------- |
| C         | 26° 30′ S, 148° 48′ O / 26.5°S,148.8°O | 19 km             |
| L         | Reanomenat Scobee                      | Reanomenat Scobee |
| M         | Reanomenat Smith                       | Reanomenat Smith  |
| Z         | 25° 00′ S, 150° 18′ O / 25.0°S,150.3°O | 24 km             |